# Temme Reitsema

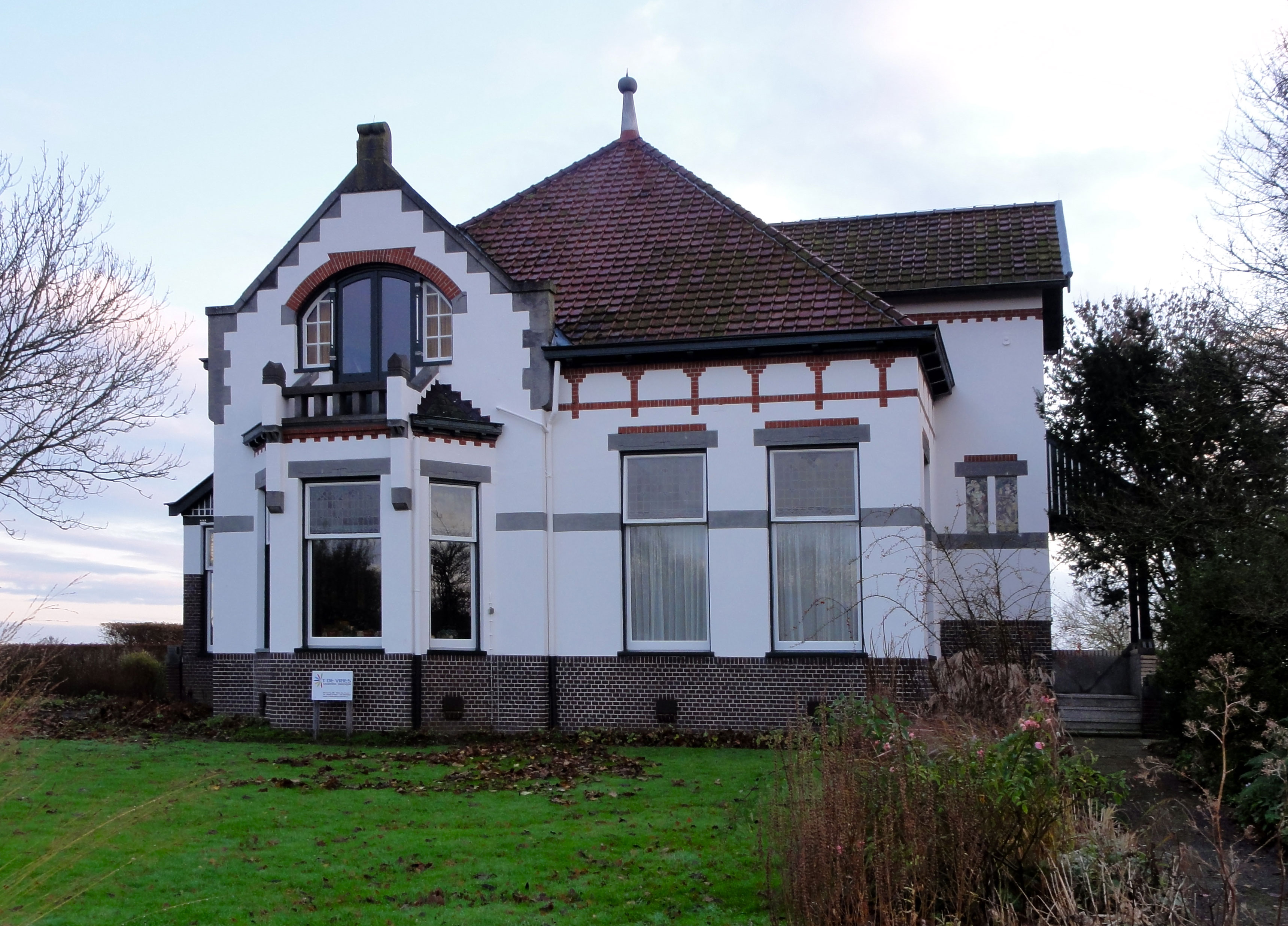
Rentenierswoning aan de Wierde 31 te Leens ontworpen door T. Reitsema

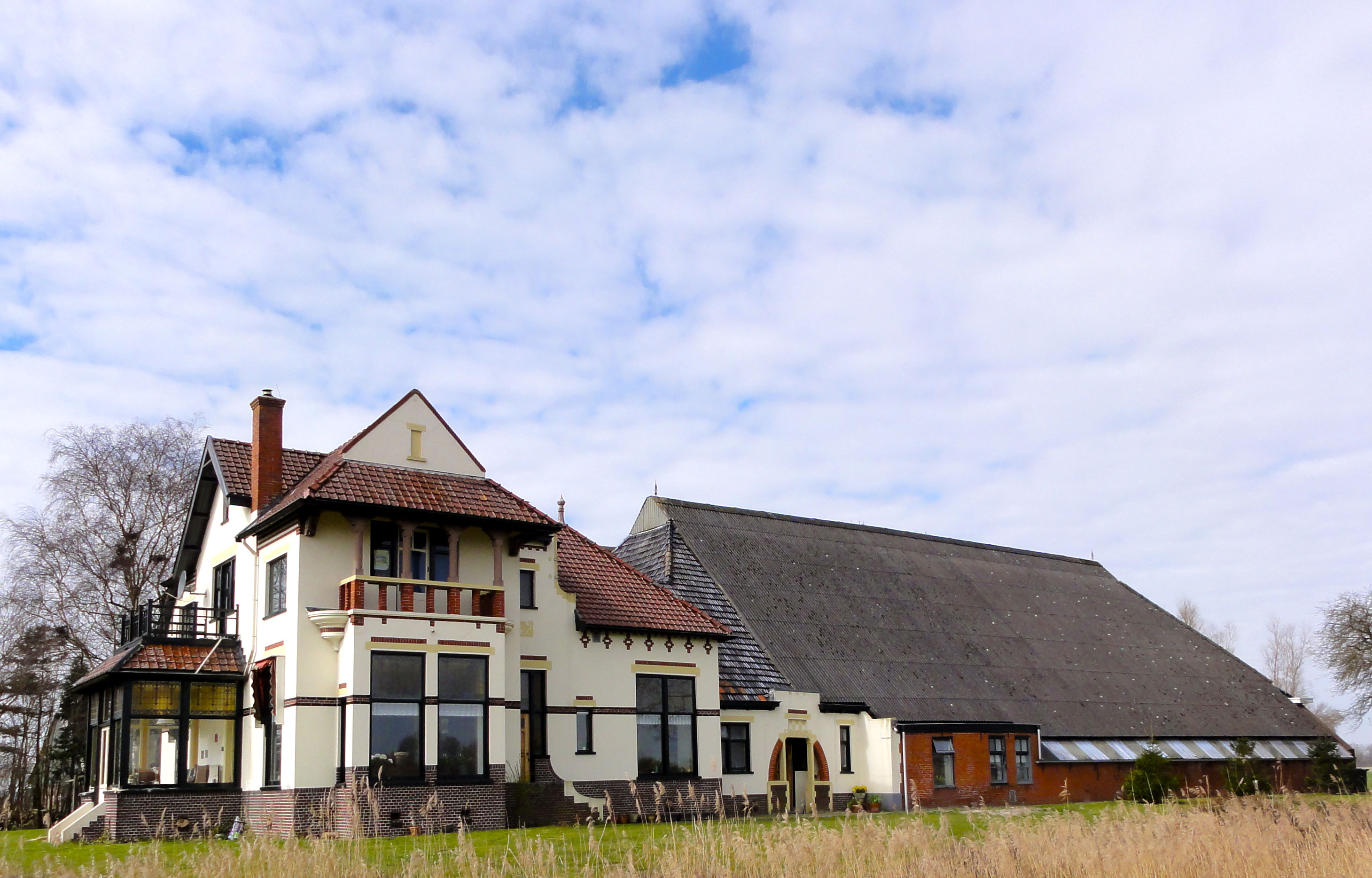
Villaboerderij aan de Maarhuizerweg nabij Baflo, het voorhuis is een ontwerp van Reitsema

Temme Reitsema (Zuurdijk, 5 februari 1856 - Leens, 15 februari 1941), meestal T. Reitsema genoemd, was een Nederlandse architect. Hij was werkzaam op het Groninger Hogeland, waar hij vooral boerderijen en woonhuizen ontwierp. Enkele bouwwerken van zijn hand zijn aangewezen als rijksmonument. Hij was de vader van de architect Willem Reitsema (1885-1963).

## Werken (selectie)
- 1912: Rentenierswoning aan de Wierde, Leens[4]
- tussen 1913: Rentenierswoning Klazienaheem, Den Andel[5][6]
- 1915: Villa Hecticum, Adorp[7]
- 1915-1916: Boerderij De Blokken, Baflo[8]